# Antennariidae
Los ranasapos o peces sapo son la familia Antennariidae. Se encuentran en océanos y mares tropicales, excepto el Mediterráneo. Aparecen por primera vez en el registro fósil en el Eoceno inferior, durante el Terciario inferior.

## Nombres vernáculos
Los ranisapos a menudo son llamados peces sapo, pero no deben ser confundidos con los verdaderos peces sapo, pertenecientes a otro orden y familia Batrachoididae. El nombre científico de esta familia procede del latín antenna, por el característico apéndice sobre la boca.
Los nombres vernáculos de las especies hacen referencia al uso del apéndice antena para atraer a sus presas. Así, en algunos lugares son llamados «pescador» pues lo usan a modo de caña de pescar, mientras que en la costa pacífica de América del Sur son llamados «zanahoria», en alusión a las zanahorias que se hacían colgar al final de un palo delante de un caballo o burro para hacerles caminar intentando atraparla.

## Anatomía
Son pequeños peces con grandes cabezas globosas, similares en forma al resto de su orden. Se distinguen de otros Lophiiformes por tres extendidas espinas dorsales en sus cabezas.

## Biología
Están muy bien camuflados posados sobre el fondo marino, empleando la primera espina dorsal como una mosca para atraer presas. La especie Histrio histrio es única en las Antennariidae porque, en vez de estar posados sobre el fondo, flotan en la maleza de los sargazos.

## Especies
Hay 46 especies válidas, pertenecientes a dos subfamilias y doce géneros:.
- Subfamilia Antennariinae
  - Género Antennarius
    - Antennarius biocellatus (Cuvier, 1817)
    - Antennarius commerson (Latreille, 1804) - Ranisapo de Commerson.
    - Antennarius hispidus (Bloch y Schneider, 1801)
    - Antennarius indicus (Schultz, 1964)
    - Antennarius maculatus (Desjardins, 1840)
    - Antennarius multiocellatus (Valenciennes, 1837) - Pescador tenebroso (en Cuba), Ranisapo ceboso (en México) o Pez pescador (en Venezuela).
    - Antennarius pardalis (Valenciennes, 1837)
    - Antennarius pauciradiatus (Schultz, 1957) - Ranisapo enano.
    - Antennarius pictus (Valenciennes, 1837)
    - Antennarius randalli (Allen, 1970)
    - Antennarius striatus (Shaw, 1794) - Pescador (en Cuba) o Ranisapo estriado (en México).

  - Género Antennatus
    - Antennatus analis (Schultz, 1957)
    - Antennatus bermudensis (Schultz, 1957)
    - Antennatus coccineus (Lesson, 1831) - Ranisapo escarlata.
    - Antennatus dorehensis Bleeker, 1859
    - Antennatus duescus (Snyder, 1904)
    - Antennatus flagellatus (Ohnishi, Iwata y Hiramatsu, 1997)
    - Antennatus linearis (Randall y Holcom, 2001)
    - Antennatus nummifer (Cuvier, 1817)
    - Antennarius rosaceus (Smith y Radcliffe, 1912)
    - Antennarius sanguineus (Gill, 1863) - Ranisapo sanguíneo, Ranisapo sangrón o Zanahoria (en Suramérica).
    - Antennatus strigatus (Gill, 1863) - Ranisapo de rabo listado o Zanahoria (en Suramérica).
    - Antennatus tuberosus (Cuvier, 1817)

  - Género Fowlerichthys
    - Fowlerichthys avalonis (Jordan y Starks, 1907) - Ranisapo ocelado, Ranisapo antenado o Zanahoria (en Suramérica).
    - Fowlerichthys avalonis (Jordan y Starks, 1907) - Ranisapo pescador o Pescador ocelado (en Cuba).
    - Fowlerichthys ocellatus (Bloch & Schneider, 1801).
    - Fowlerichthys radiosus (Garman, 1896). - Ranisapo uniocelado.
    - Fowlerichthys scriptissimus (Jordan, 1902).
    - Fowlerichthys senegalensis (Fowlerichthys senegalensis).

  - Género Histrio
    - Histrio histrio (Linnaeus, 1758) - Pez sargazo.

  - Género Nudiantennarius
    - Nudiantennarius subteres (Smith y Radcliffe, 1912)
- Subfamilia Histiophryninae
  - Género Allenichthys
    - Allenichthys glauerti (Whitley, 1944)

  - Género Echinophryne
    - Echinophryne crassispina (McCulloch y Waite, 1918)
    - Echinophryne mitchellii (Morton, 1897)
    - Echinophryne reynoldsi (Pietsch y Kuiter, 1984)

  - Género Histiophryne
    - Histiophryne bougainvilli (Valenciennes, 1837)
    - Histiophryne cryptacanthus (Weber, 1913)
    - Histiophryne psychedelica (Pietsch, Arnold y Hall, 2009)

  - Género Kuiterichthys
    - Kuiterichthys furcipilis (Cuvier, 1817)

  - Género Lophiocharon
    - Lophiocharon hutchinsi (Pietsch, 2004)
    - Lophiocharon lithinostomus (Jordan y Richardson, 1908)
    - Lophiocharon trisignatus (Richardson, 1844)

  - Genus Phyllophryne
    - Smooth anglerfish, Phyllophryne scortea (McCulloch y Waite, 1918)

  - Género Rhycherus
    - Rhycherus filamentosus (Castelnau, 1872)
    - Rhycherus gloveri (Pietsch, 1984)

  - Género Tathicarpus
    - Tathicarpus butleri (Ogilby, 1907)

## Imágenes

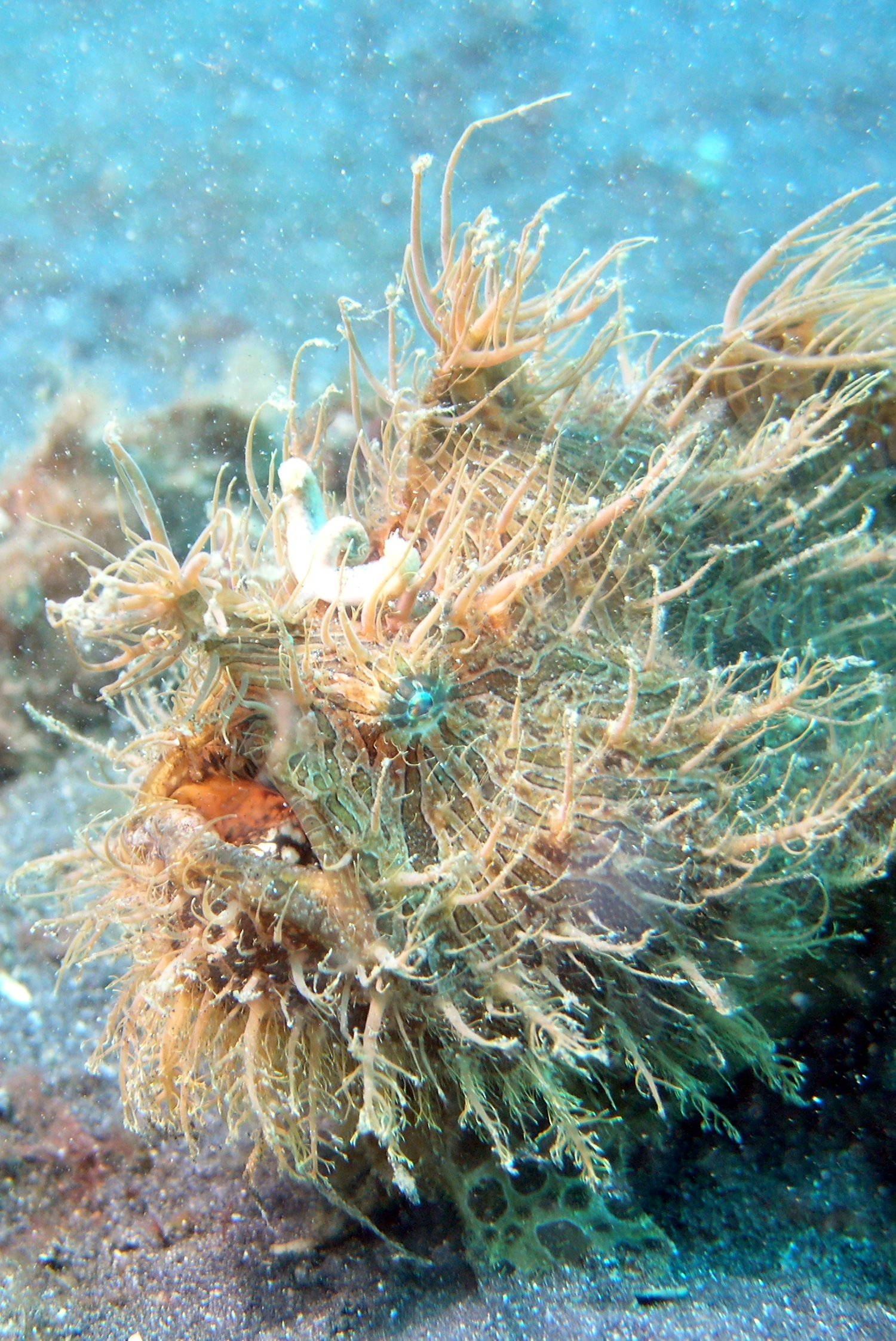
Ranisapo estriado (Antennarius striatus)
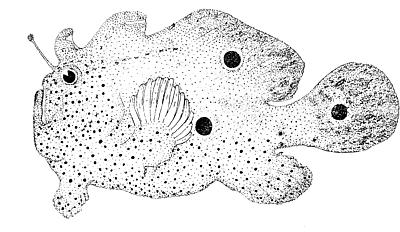
Ranisapo pescador (Antennarius ocellatus)
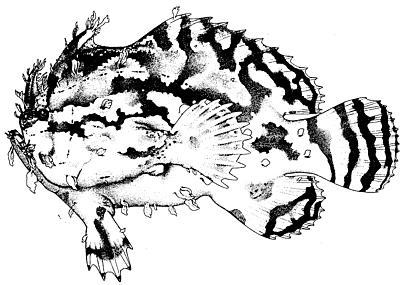
Pez sargazo (Histrio histrio)
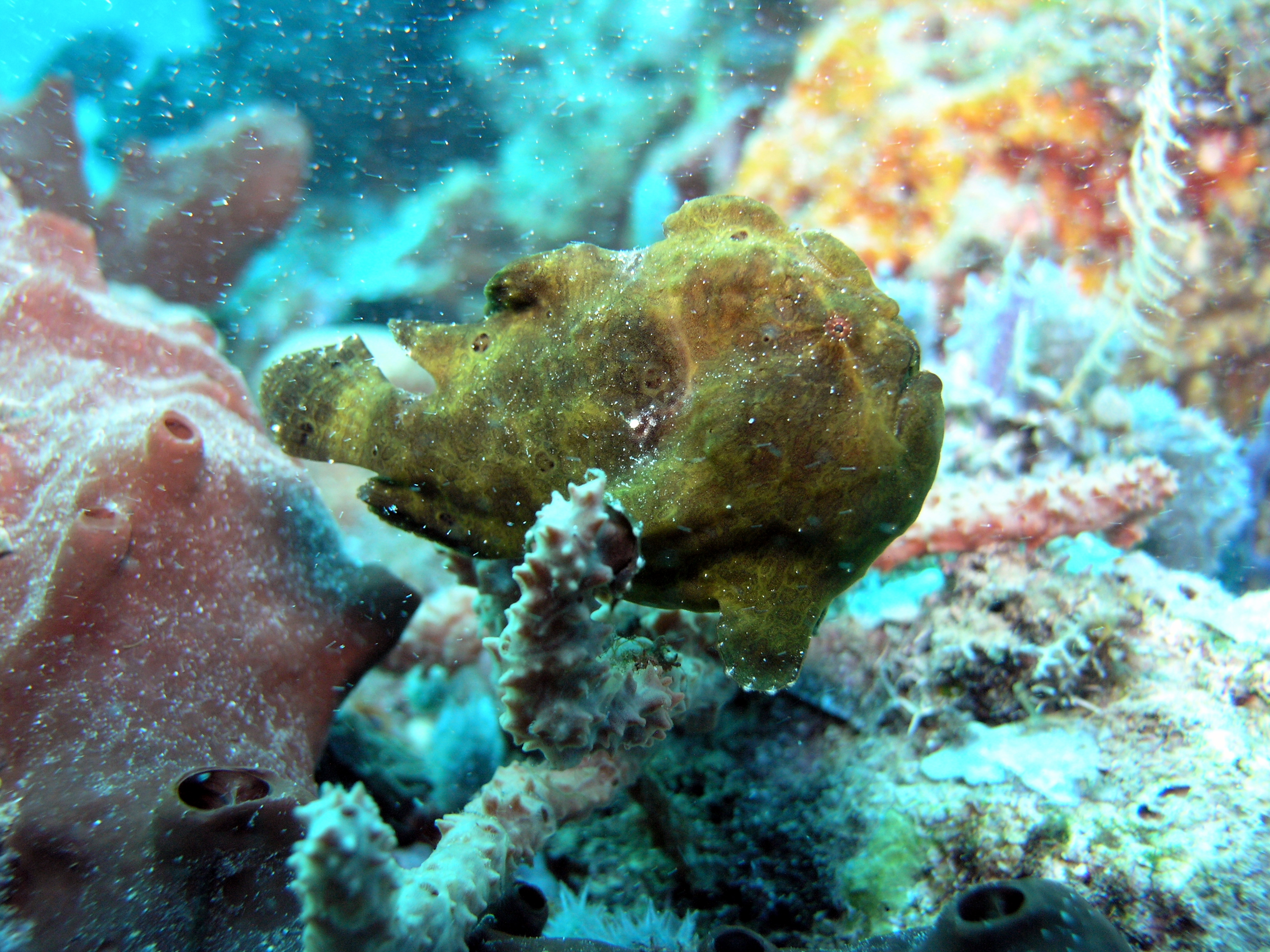
Antennarius pictus